# ليليت بيبويان
ليليت بيبويان  (الأرمينية: Լիլիթ Պիպոյան ؛ من مواليد 16 يونيو 1955) هي موسيقية أرمينية ومغنية ومهندسة معمارية.
تنتمي بيبويان إلى تلك الدائرة الضيقة من الموسيقيين الأرمن العصريين الذين تعرض أعمالهم بديلاً للموسيقى الشعبية والكلاسيكية والروحية والبوب التقليدية. ولدت في يريفان لعائلة من الفنانين، وتخرجت من مدرسة الموسيقى المتخصصة في الكسندر سبيندياريان، ثم درست الهندسة المعمارية، وحصلت على درجة الدكتوراه في نظرية وتاريخ العمارة الأرمنية.
تستند مؤلفات بيبويان على الشعر الأرمني والفولكلور. وهي مغرمة بالأغاني العلمانية في العصور الوسطى، والتي تنشئ لها ترتيبات حديثة أو ألحاناً جديدة عندما تضيع الأصول الأصلية، بطابع أرميني مميز.
كما أنها تؤلف الموسيقى على أساس الشعر الأرمني الحديث. سجلت ثلاثة أقراص مدمجة وأدت على مراحل في أرمينيا وسويسرا وسوريا والولايات المتحدة. تعيش في يريفان مع زوجها وطفليها.

## الألبومات
- لياليوسين - (1998)
- يوم واحد من المدينة - (2003)
- الزهرة الزرقاء - (2006)
- ناف (2012)
- أغاني مختارة من كوميتاس، كاريوكي (2013)

## روابط خارجية
- ليليت بيبويان على موقع ميوزك برينز (الإنجليزية)
- ليليت بيبويان على موقع ديسكوغز (الإنجليزية)

- Lilit Pipoyan Music at Last.fm
- Timely Hymns to a Timeless City - New York Times article